# Federació d'Organismes de Ràdio i Televisió Autonòmics
La Federación de Organismos o Entidades de Radio y Televisión Autonómicos (Federació d'Organismes o Entitats de Ràdio i Televisió Autonòmics) (FORTA), neix el 1989, coincidint amb l'aparició dels primers Ens Públics de Ràdio i Televisió Autonòmics amb la finalitat de cooperar i ajudar a les seves entitats associades al compliment i desenvolupament de les seves atribucions. Per això, procura conjuminar esforços i fomentar la cooperació i la solidaritat entre els diferents membres de la Federació a les múltiples activitats que desenvolupa, amb el ple respecte a la independència de les seves entitats associades.
En l'actualitat, després d'un important procés de consolidació i creixement, la FORTA està integrada per dotze ens de ràdio i televisió autonòmics:
Està conformada per:
- 1982

Corporació Catalana de Mitjans Audiovisuals (CCMA)
Euskal Irrati Telebista (EiTB)
- 1984

Compañía de Radio-Televisión de Galicia (CRTVG)
- 1988

Radio Televisión de Andalucía (RTVA)
Radiotelevisió Valenciana (RTVV) actualment extinta.
- 1989

Ente Público Radio Televisión Madrid (EPRTVM)
- 1999

Radio Televisión Canaria (RTVC)
- 2000

Ente Público de la Radio-Televisión de Castilla – La Mancha (RTVCM)
- 2005

Ens Públic de Radiotelevisió de les Illes Balears (EPRTVIB)
Corporació Aragonesa de Ràdio i Televisió (CARTV)
Radiotelevisión del Principado de Asturias (RTPA)
Radiotelevisión de la Región de Murcia (RTRM)
- 2018

Corporació Valenciana de Mitjans de Comunicació (CVMC)

Per la seva organització i funcionament, la FORTA es constitueix, conformement a la Llei d'Associacions, com una associació sense ànim de lucre, i queda així inscrita al Registre d'Associacions del Ministeri de l'Interior.
Els objectius de la Federació es recullen als seus Estatuts, i se sintetitzen al ja mencionat esperit de cooperació entre els seus membres, afavorit per la comunicació i diàleg entre els socis, de forma que la presa de decisions es du a terme de manera participativa.
Per la consecució d'aquests objectius, la FORTA s'estructura mitjançant els n representatiu de la Federació. És rotatòria, cada 6 mesos, entre els Directors Generals dels Ens Públics associats.
- Presidència: Màxim òrgan representatiu de la Federació. És rotatòria, cada 6 mesos, entre els Directors Generals dels Ens Públics associats.
- Junta General: Màxim òrgan directiu de la Federació, està format pels Directors Generals dels Ens Públics associats.
- Secretaria General: Òrgan executiu de la Federació. Entre les seves funcions fonamentals estan:
  - La Coordinació i canalització de tota la informació entre les Comissions de Treball i els òrgans directius de la Federació.
  - Execució dels plans dissenyats per la Junta General.
- Comissions Consultives i de Treball, que tenen caràcter temàtic i estan compostes per representants de cadascun dels socis:
  - Comissió Jurídica
  - Comissió Econòmico-Financera
  - Comissió Comercial
  - Comissió d'Audiències
  - Comissió de Compra de Drets de Producció Aliena
  - Comissió d'Informatius
  - Comissió d'Esports
  - Comissió Tècnica
  - Comissió de Compra de Drets Antena i Producció de TV Movies
  - Comissió de Programes
  - Comissió de Seguiment de la Televisió Digital Terrestre

Aquesta estructura permet que la FORTA estigui present en totes les activitats dels seus socis, aporti facilitat a la comunicació entre elles, rapidesa en l'execució de les decisions una vegada adoptades, l'optimització dels recursos i la reducció de costos.
El fruit del treball conjunt permet la participació de les televisions associades en importants contractes d'adquisició de drets d'emissió, així com l'intercanvi permanent de continguts informatius, la producció conjunta, o la comercialització d'espais publicitaris, entre altres moltes activitats.
A més, la FORTA recull les delegacions de les Televisions Autonòmiques a Madrid, i les dota d'un espai físic i d'una potent infraestructura tècnica pel desenvolupament de la seva activitat informativa.